# Villa de Mazo
Villa de Mazo è un comune spagnolo di 4 550 abitanti situato nella comunità autonoma delle Canarie. Si trova nell'isola di La Palma.